# Alexander Creek
Pour les articles homonymes, voir Alexander.
Alexander Creek  appelée aussi Alexander est une communauté indienne d'Alaska aux États-Unis dans le Borough de Matanuska-Susitna qui avait une population de 40 habitants en 1990.
Elle est située sur la rive ouest de la rivière Alexander, près de son confluent avec la rivière Susitna, à 10 milles (16 km) de son embouchure dans le golfe de Cook, à 27 milles (43 km) au nord-ouest d'Anchorage. Cette petite communauté a été signalée en 1898 par Eldridge.
Ses principales activités économiques sont la pêche et le tourisme. Elle est accessible par bateau ou par hydravion.